# Elvin Morton Jellinek
Elvin Morton Jellinek (* 15. August 1890 in New York City, New York; † 22. Oktober 1963 in Stanford, Kalifornien) war ein US-amerikanischer Physiologe und Erforscher der Alkoholkrankheit.

## Leben und Wirken
Jellinek studierte von 1908 bis 1910 Biostatistik und Physiologie an der Humboldt-Universität zu Berlin, im Anschluss Philosophie, Philologie, Anthropologie und Theologie  an der Universität Joseph Fourier in Grenoble. Von November 1911 bis Dezember 1914 war er an der Universität Leipzig eingeschrieben. Ob Jellinek jemals einen akademischen Abschluss geschafft hat, ist unklar.
Nach seinem Europa-Aufenthalt betrieb Jellinek biometrische Forschung in Sierra Leone, in Tela (Honduras) und am Worcester Street Hospital in Boston. Erst danach widmete er sich der Untersuchung des Alkoholismus und forschte von 1941 bis 1952 als Associate Professor an der Yale-Universität. Anschließend wurde er für die Weltgesundheitsorganisation in Genf tätig. Ab 1958 setzte er seine Forschungen erst in Kanada, dann an der Stanford-Universität fort.
Jellinek bestätigte den Krankheitscharakter des Alkoholismus. Auf ihn geht die heute noch bekannte Klassifikation von Personen mit Alkoholproblemen nach fünf Kategorien von Alpha bis Epsilon zurück. Das Trinkverhalten sogenannter Alpha- und Beta-Trinker bezeichnete er als Vorstufe der Alkoholkrankheit, Gamma-, Delta- und Epsilon-Trinker bezeichnete er als alkoholkrank. Außerdem entwickelte Jellinek den nach ihm benannten Fragebogen, bei welchem man durch Selbsteinschätzung beurteilen kann, ob man alkoholkrank ist und wie weit die Krankheit schon fortgeschritten ist.
Im Jahre 1938 wurde Jellinek in die American Academy of Arts and Sciences gewählt.
Zu seinen Ehren wird seit 1968 der Jellinek Memorial Award für herausragende Forschungen zur Alkoholkrankheit verliehen.

## Schriften (Auswahl)
Monographien
- Alcohol Explored. Doubleday, Doran & Co., Garden City, N.Y. 1942 (zusammen mit Howard W.Haggard).
- (Hrsg.): Alcohol Addiction and Chronic Alcoholism (Effects of alcohol on the individual; 1). Yale University Press, New Haven, N.Y. 1942.
- The Disease Concept of Alcoholism. 7. Aufl. University Press, New Haven, Conn. 1983, ISBN 0-910724-12-1.

Aufsätze
- Clinical Tests on Comparative Effectiveness of Analgesic Drugs. In: Biometrics Bulletin. Journal of the IBS, Jg. 2 (1946), Heft 5, S. 87–91, ISSN 0099-4987.
- Phases in the Drinking History of Alcoholics. Analysis of a Survey Conducted by the Official Organ of Alcoholics Anonymous. In: Quarterly Journal of Studies on Alcohol, Bd. 7 (1946), S. 1–88, ISSN 0033-5649.
- An outline of basic policies for a research programm onproblems of alcohol. In: Quarterly Journal of Studies on Alcohol, Bd. 3 (1942), S. 104–124, ISSN 0033-5649.